# Elisabet von Eyben

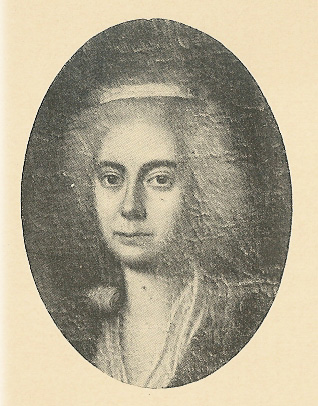
Elisabet von Eyben.

Elisabet Sofie Marie von Eyben, född 1745, död 1780, var en dansk hovfunktionär. 
Hon var dotter till Kristian August von Eyben, överhovmästare hos änkehertiginnan av Holstein-Gottorp, och Sofie Marie von Hassbergen, fd kammarfröken hos änkehertiginnan av Braunschweig-Lüneburg. Hon uppfostrades i det protestantiska St. Johannesklosteret i Slesvig från ett års ålder, och fick 1760 tjänst vid det danska hovet. År 1766 blev hon på Louise von Plessens rekommendation kammarfröken hos drottningen, och dennas enda icke danska hovdam. 
Hon omtalas som en favorit hos drottningen. Luise Gramm anklagar henne för att ha ett dåligt inflytande drottningen, då hon övertalade henne att rida i manskläder på manssadel (1767), festa och flirta tillsammans med Anna Sofie Bülow, Christine Sophie von Gähler och Johanne Marie Malleville. 
Hon hade ett förhållande med överhovmästare Kristian Frederik Moltke, och ska 1768–69 ha rivaliserat med drottningen om den franske sångaren La Tour. La Tour tillhörde de 24 medlemmarna av det franska teatersällskap Den franske Hoftrup från Berlin, som på gunstlingen Holcks rekommendation mellan 1766 och 1773 uppträdde i Hofteatret på Kristiansborg Slot under en kvinnlig direktörs ledning. Drottningen ryktades under kungens utlandsresa 1768-69 ha intresserat sig för den stilige La Tour, och det ryktades att hans besök hos von Eyben på Frederiksborg egentligen var täckmantel för hans besök hos drottningen. La Tour mottog under denna tid ett antal gåvor „fra en høy Haand" som väckte uppseende, och blev 1770 abrupt avskedad. 
1770 uppges hon ha haft ett förhållande med Struensee, eller åtminstone ha gett drottningen orsak till att känna svartsjuka, vilket anges ha varit orsaken till att hon mitt under kungaparets resa genom hertigdömena detta år sändes tillbaka till Köpenhamn. Under drottningens skilsmässoprocess uppgav hennes advokat Uldall att von Eyben hade stått i en nära relation till Struensee och att hon på många sätt hade underlättat och uppmuntrat dennes förhållande med drottningen. Även Luise Gramm uppgav i sina efterlämnade brev att Elisabet von Eyben hade spelat en viktig roll i att göra Struensee till drottningens älskare. 
1771 blev hon dock avskedad, enligt uppgift på grund av drottningens svartsjuka, sedan de hade kommit i konflikt om Struensee. Hon bosatte sig då i Tyskland med hovpension. Under kungens skilsmässa 1772 avlade hon ett för drottningen mycket skadligt vittnesmål. Hon lämnade sitt vittnesmål i Lübeck. Hon uppgav att kungen hade rekommenderat Struensee som läkare till drottningen, och själv kommit med denne till drottningen då hon var oklädd. Enligt en annan version var det von Eyben som övertalat drottningen att ta emot läkaren. Hon vittnade om att drottningen under en maskeradbal på Kristiansborg Slot i januari 1770 hade lämnat festen och avlagt ett långt besök i läkarens sovrum. Hon uppgav att drottningen en dag hade talat om för henne att hennes kammarjungfrur talat om för henne att det gick rykten om hennes äktenskapsbrott, att änkedrottningarna kände till det och att hon borde be Bernstorff att förvisa Struensee, som i sin tur hade bett henne att muta kammarjungfrurna: hon hade också bekänt för von Eyben att ryktet talade sanning, och gjort henne till sin förtrogna. Drottningen förnekade genom sin advokat detta.  
Elisabet von Eyben ansökte 1774 om höjd pension, men svaret är okänt.  